# 高橋アキラ
高橋 アキラ（たかはし あきら、本名：高橋 燎（あきら）、1923年8月23日 - 2007年1月8日）は、日本の政治家。豊橋市長（4期）、愛知県議会議員（3期）、同議長（第62代）、豊橋市議会議員（2期）。

## 来歴
愛知県豊橋市菰口町出身。1941年（昭和16年）愛知県豊橋中学校（現・愛知県立時習館高等学校）卒業。1943年（昭和18年）12月、学徒出陣。1947年（昭和22年）3月、早稲田大学法学部卒業。同年10月、大同製鋼株式会社入社。1948年5月、有限会社高橋製糸場入社。
1963年（昭和38年）4月30日に行われた豊橋市議会議員に無所属で立候補し、トップで初当選を果たした。1967年の市議選は自由民主党公認で立候補し再選。同年、知人の公認会計士から、倒産目前の豊橋電機工事株式会社の再建を頼まれる。1971年に息子の高橋慶全に譲るまで同社の社長を務めた。
1970年（昭和45年）2月8日に行われた愛知県議会議員選挙の豊橋市選挙区補欠選挙（定数2）に自民党公認で立候補し初当選。
1979年（昭和54年）に4期目の当選。1982年（昭和57年）5月、議長に就任。同年7月、全国都道府県議会議長会副会長就任。
参院選出馬を要請されるが断り、1983年（昭和58年）4月24日に行われた豊橋市長選に立候補。現職の青木茂、共産党公認の杉林信由紀らを破り初当選（高橋86,763票、青木76,174票、杉林9,875票）。1987年（昭和62年）7月、全国市長会副会長就任。
1993年（平成5年）8月12日、入札制度の改善を検討していた高橋は制限付き一般競争入札を導入すると発表した。また、入札室に傍聴室を設け一般に公開することも決めた。同制度の導入は愛知県内では岡崎市に次いで2番目。
1995年（平成7年）4月、無投票により4選。任期中にフォルクスワーゲン、アウディ、メルセデス・ベンツなどの輸入センターの誘致に成功した。

### 汚職事件で逮捕
1996年（平成8年）9月4日、豊橋東口駅前広場整備に伴う電気設備工事の入札に関し、談合容疑で豊橋電機工事株式会社の高橋慶全社長ら業者4人が逮捕された。同社は、1995年11月21日に行われた入札において、同工事を3億7,590万円（消費税込み）で落札していた。高橋慶全は自身の長男であったため、9月9日開催の市議会定例会で各会派の市議から関係を追及された。高橋は「ちょうど4日の晩、報道関係から、疑惑によって息子が逮捕されたということを知っているかと問われた。私は大きな鉄のおので頭をたたかれたような思いで、談合というものは一切ないと信じた」と答弁した。
ところが同年9月27日、ゼネコンの元名古屋支店長から豊橋競輪場のメインスタンド建設工事にからむ指名に便宜を図ってもらうために慶全と共謀して数百万円の収賄を受けた疑いで逮捕された。9月30日に辞職願を提出し、10月2日付で市長を辞職した。名古屋地検特捜部により逮捕容疑より罪の重い受託収賄罪で起訴され、同年12月25日に名古屋地裁で懲役2年4ヶ月、執行猶予4年、追徴金400万円の判決が言い渡された。1984年（昭和59年）秋の褒章でに藍綬褒章を受章しているが、2000年（平成12年）7月18日付で返上。
2007年1月8日、パーキンソン病のため豊橋市の成田記念病院で死去。83歳没。

## 著書
- 高橋アキラ『脱線市長の政ごと―故郷づくりの想いを次世代へ』アールズ出版、2004年2月。ISBN 9784901226707。